# Multiverso (Marvel Cinematic Universe)
Il multiverso è un'ambientazione immaginaria del media franchise del Marvel Cinematic Universe (MCU). Basato sull'omonima ambientazione di Marvel Comics, è un insieme di realtà e dimensioni alternative. Esplorato per la prima volta nel film Doctor Strange (2016), è stato rivisitato nel film Avengers: Endgame (2019) prima di svolgere un ruolo chiave nella Fase Quattro, Fase Cinque e Fase Sei del franchise, che costituiscono la "Saga del multiverso". Il multiverso dell'MCU è incentrato su un singolo universo chiamato la "Sacra Linea Temporale", sul quale la Time Variance Authority (TVA) lavora per impedire la formazione di universi ramificati. Dopo la morte di "Colui che rimane", il supervisore segreto della Linea Temporale, per mano di Sylvie, il multiverso viene liberato e si forma un numero infinito di universi. Ciò porta una variante di Loki del 2012 a prendere il suo posto.
Molte versioni alternative di personaggi MCU esistenti sono state introdotte tramite il multiverso, in particolare quelle di Loki, Kang il Conquistatore, Spider-Man, Dottor Strange, Deadpool e Wolverine. La realtà principale narrata nei prodotti del MCU viene designata come Terra-616 in Doctor Strange nel Multiverso della Follia (2022), sebbene sia stata designata da Marvel Comics e da media esterni come Terra-199999. Il multiverso ha ricevuto un'accoglienza mista da parte della critica, con delle lodi per quanto riguarda il comparto visivo e il fascino nostalgico, ma criticando il suo eccessivo affidamento sul fanservice. La presenza di personaggi appartenenti a film Marvel slegati dal MCU è oggetto di discussione e speculazione da parte degli appassionati e dei critici.

## Concezione e sviluppo
Il multiverso è stato introdotto per la prima volta nei fumetti di Marvel Comics negli anni 1960 e 1970. In Strange Tales n. 103 (1962), Johnny Storm dei Fantastici Quattro viene teletrasportato in una realtà alternativa per la prima volta nella storia della Marvel, finendo nella Quinta Dimensione. Il concetto di multiverso è stato poi completamente esplorato in What If n. 1 (1977( e in Marvel Two-in-One n. 50 (1979), con il termine "multiverso" usato per la prima volta nella serie What If. La realtà principale presente nei fumetti, Terra-616, è stata nominata per la prima volta in The Daredevils n. 7 (1983) dal creatore di Capitan Bretagna David Thorp per differenziare il personaggio dalle sue versioni alternative.
Nel 2008 è uscito il film Iron Man, che ha dato il via al media franchise del Marvel Cinematic Universe (MCU). L'ambientazione del franchise è stata successivamente designata come Terra-199999 dalla Marvel Comics nella versione con copertina rigida del Manuale ufficiale dell'universo Marvel A-Z, vol. 5; i personaggi dei fumetti Loki, Gwenpool e il Dottor Strange hanno dimostrato di essere a conoscenza dell'esistenza del MCU. Il multiverso viene introdotto nel MCU nel film Doctor Strange del 2016, con il regista Scott Derrickson che ha notato che il personaggio nei fumetti aveva precedentemente "aperto l'universo dei fumetti Marvel nel multiverso Marvel". All'epoca, il produttore e presidente dei Marvel Studios Kevin Feige dichiarò che non c'erano piani per esplorare universi paralleli simili a quelli presenti nei fumetti, mentre il film avrebbe piuttosto esplorato varie "dimensioni aliene".
Il multiverso del MCU viene ripreso senza essere nominato nel film Avengers: Endgame, in cui gli Avengers viaggiano indietro nel tempo in quattro linee temporali alternative come parte di un "furto del tempo" per ripristinare il Blip. La fuga di una versione alternativa di Loki da una New York alternativa del 2012 dà vita alla prima stagione della serie Disney+ Loki. Il multiverso gioca un ruolo centrale nella Fase Quattro del MCU, in particolare nelle serie Loki e What If...? e nei film Spider-Man: No Way Home e Doctor Strange nel Multiverso della Follia. Le Fasi Quattro, Cinque e Sei del MCU sono state soprannominate "Saga del multiverso".
Gli showrunner di Loki hanno collaborato con le troupe delle serie WandaVision e What If...? e il film Ant-Man and the Wasp: Quantumania, dal momento che tutti e tre i progetti sono in qualche modo collegati al multiverso. Insieme alla co-produttrice esecutiva di WandaVision Mary Livanos e al produttore esecutivo di What If...? Brad Winderbaum, i produttori esecutivi di Loki Kevin Wright e Stephen Broussard hanno sviluppato un "libro di regole" riguardante il multiverso e le linee temporali alternative dell'MCU. Feige ha anche tenuto un incontro con i dirigenti dei Marvel Studios per discutere le regole del multiverso e su come presentarlo al pubblico.
Con l'uscita del libro-guida The Marvel Cinematic Universe: An Official Timeline nell'ottobre 2023, Feige ha scritto nella prefazione che i Marvel Studios consideravano, in quel momento, solo i progetti da loro sviluppati nelle loro prime quattro fasi come parte della loro "Sacra Linea Temporale ", ma ha riconosciuto che le storie di altri film e serie televisive Marvel esistono nel multiverso più ampio, dato che sono "canonici per la Marvel". Inoltre, ha notato che, man mano che i Marvel Studios progredivano nella saga del Multiverso, altre linee temporali esterne avevano il potenziale per "schiantarsi o convergere" con la sacra linea temporale.

## Rappresentazioni

### Doctor Strange(2016)
In Doctor Strange, il termine "multiverso" viene usato dai Maestri delle Arti Mistiche per descrivere la moltitudine di dimensioni all'interno dell'MCU. Per convincere Stephen Strange sulla realtà della magia, l'Antico lo induce a un viaggio astrale attraverso il multiverso, passando per diversi universi e realtà tascabili, incluso il regno quantico. La scena è stata denominata "Magical Mystery Tour" ai Marvel Studios ed era originariamente lunga sette minuti. In Avengers: Infinity War, una scena non realizzata avrebbe mostrato Strange inviare Thanos attraverso una serie di universi alternativi, emulando quanto accadutogli al suo primo incontro con l'Antico. Doctor Strange esplora in particolar modo la dimensione astrale, la dimensione oscura e la dimensione specchio. L'astrofisico Adam Frank è stato consultato sulla rappresentazione del multiverso in Doctor Strange, dando indicazioni su come mettere in scena le dimensioni in modo accuratamente scientifico. Frank ha affermato di non credere che il multiverso esista nella vita reale, ma lo ha visto come una "grande idea da usare per la narrativa". Ha aggiunto che la rappresentazione del film non aveva bisogno di essere scientificamente accurata fintanto che "[attingeva] dal modo in cui gli scienziati pensano alla realtà e pensano allo spazio e alle dimensioni".

### Quinta stagione diAgents of S.H.I.E.L.D.(2017-2018)
La maggior parte della quinta stagione della serie ABC Agents of S.H.I.E.L.D.  è ambientata in un futuro alternativo, pressappoco nel periodo di Infinity War, in cui la Terra è stata distrutta. La squadra protagonista degli agenti SHIELD ritorna nel presente alla fine della stagione.

### Avengers: Endgame(2019)
In Avengers: Endgame, gli Avengers viaggiano attraverso il regno quantico al Camp Lehigh del 1970, alla New York del 2012, all'Asgard del 2013 e a Morag e Vormir nel 2014, per recuperare le Gemme dell'Infinito dal passato e usarle per riportare in vita gli scomparsi a causa del Blip. Attraverso i viaggi temporali, vengono rivisitati in tal modo gli eventi dei film The Avengers, Thor: The Dark World e Guardiani della Galassia. In Endgame vengono spiegate le regole dei viaggi nel tempo nel MCU: sono negati il paradosso del nonno e l'effetto farfalla, pertanto modificare il passato non influenza il futuro sulla stessa linea temporale, ma piuttosto crea una realtà alternativa e, di conseguenza, un universo parallelo; per questo motivo, gli Avengers non possono semplicemente viaggiare nel tempo per impedire a Thanos di compiere il Blip nel passato.
Bruce Banner / Hulk viaggia nel 2012 per ottenere la Gemma del Tempo dell'Antico, la quale intuisce grazie alla sua affinità alla magia di quanto sta succedendo. Accetta di consegnare la Gemma a Banner dopo aver scoperto che fa tutto parte di un piano di Stephen Strange, avvertendo però lo scienziato che, se non riporterà tutte le Gemme alla loro tempo una volta utilizzate, le conseguenze saranno disastrose. Al contempo, sempre nel 2012, nel recuperare la Gemma dello spazio (contenuta nel Tesseract), Tony Stark / Iron Man e Scott Lang / Ant-Man fanno un errore; così facendo, permettono involontariamente al Loki di quell'anno (in quel momento appena arrestato dopo la Battaglia di New York) di fuggire con il Tesseract. Anche nel 2014 qualcosa va storto: la Nebula del presente dimostra inaspettatamente un collegamento cibernetico con la sua alter del 2014. Pertanto, anche il Thanos del 2014 apprende il piano degli Avengers e riesce a portare nel presente sé stesso con le versioni del 2014 di Gamora, Nebula e del suo esercito, intendendo impossessarsi delle Gemme appena raccolte degli Avengers e portando alla battaglia sulla Terra che termina con la sua sconfitta definitiva. Successivamente, Steve Rogers / Captain America viene incaricato di viaggiare indietro nel tempo per riportare tutte le Gemme dell'Infinito e il Mjolnir del 2013 al loro tempo, ma sceglie di rimanere nel 1949 con una versione alternativa di Peggy Carter, rivelandosi poi nel presente ormai anziano. I registi e lo sceneggiatore del film hanno espresso opinioni discordanti sul fatto che ciò sia stato possibile attraverso la creazione di una realtà alternativa attraverso il viaggio nel tempo, o nel passato nella linea temporale principale.

### Sesta stagione diAgents of S.H.I.E.L.D.(2019)
La maggior parte della sesta stagione di Agents of S.H.I.E.L.D. è ambientata in una linea temporale alternativa, in parte a causa dell'incertezza degli showrunner sul fatto che la stagione sarebbe andata in onda prima o dopo Endgame.

### Spider-Man: Far from Home(2019)
In Spider-Man: Far from Home, Quentin Beck / Mysterio racconta che lui e gli Elementali provengono da una realtà alternativa del multiverso chiamata Terra-833, mentre si riferisce all'universo principale rappresentato nel MCU come alla Terra-616. Tale spiegazione si rivela in seguito essere una bugia inventata da Beck e dai suoi complici per vendicarsi di Stark, dimostrando al mondo il loro valore da eroi inscenando violenti attacchi da parte degli Elementali, in realtà droidi armati e olografici manovrati da loro. Nella scena mid-credit del film appare J. K. Simmons nei panni di J. Jonah Jameson, ruolo da lui già interpretato nella trilogia dei film di Spider-Man di Sam Raimi. Il regista Jon Watts ha chiarito che il personaggio era una nuova incarnazione di Jameson, non proveniente da un'altra dimensione o dal multiverso. Nonostante ciò, Feige ha confermato l'esistenza del multiverso nel MCU.

### Settima stagione diAgents of S.H.I.E.L.D.(2020)
La settima stagione di Agents of S.H.I.E.L.D. segue una squadra di agenti SHIELD mentre inseguono i chronicom nel tempo attraverso le "maree"; la stagione si concentra sulle conseguenze del viaggio nel tempo e sulle risultanti linee temporali ramificate, contraddicendo parzialmente le regole stabilite da Endgame. Entro la fine della stagione, viene creata una nuova sequenza temporale come risultato dell'alterazione degli eventi del passato da parte dei protagonisti. Il finale della serie, Ciò per cui lottiamo, conferma che gli eventi della stagione si sono svolti in una linea temporale ramificata e Leo Fitz riporta la squadra alla linea temporale principale dell'MCU attraverso il regno quantico.
Con l'uscita della prima puntata di Loki, alcuni spettatori hanno osservato che il personaggio di Mobius, all'interno della Time Variance Authority, esponendo a Loki le conseguenze delle sue azioni, pur menzionando l'omicidio di Phil Coulson perpetrato da Loki, non gli rivela il fatto che Coulson sia poi stato riportato in vita, come illustrato in Agents of S.H.I.E.L.D.. Michael Waldron, sceneggiatore di Loki e di Doctor Strange nel Multiverso della Follia, lo ha giustificato ipotizzando che gli avvenimenti della serie Agents of S.H.I.E.L.D. si svolgono su un'altra linea temporale del multiverso.

### Prima stagione diLoki(2021)

Il multiverso appena liberato nel finale della prima stagione di Loki.

Il concetto di multiverso viene esplorato in profondità per la prima volta nella prima stagione della serie TV Loki, che dà il via a un arco narrativo incentrato sul multiverso nel MCU. La versione di Loki fuggita da New York nel 2012 durante gli eventi di Endgame viene catturata dalla Time Variance Authority (TVA), un'organizzazione ultraterrena che monitora il multiverso. La serie designa la realtà principale rappresentata nel MCU come la "Sacra Linea Temporale", con la TVA che si occupa di mantenere intatto tale flusso temporale in tutti gli universi, "falciando" (cioè cancellando) linee temporali alternative che hanno deviato in modo significativo dalla Sacra Linea Temporale, provocando eventi Nexus. Il Loki prelevato è etichettato come "variante" e dovrebbe essere eliminato, ma viene reclutato dall'agente Mobius per aiutarli a dare la caccia a un'altra variante Loki femminile che ha assunto l'identità di Sylvie e che intende distruggere la TVA per vendicarsi della cancellazione della sua realtà quando era piccola. Nel tentativo di catturarla, Loki finisce bloccato con Sylvie nel mezzo di un'apocalisse futura; trattandosi di un evento imminente in cui non ci saranno superstiti, i due non possono essere rintracciati dalla TVA, in quanto non possono causare eventi Nexus. Tuttavia, collaborando nel tentativo di salvarsi, Loki e Sylvie instaurano un profondo legame affettivo. Essendo due varianti della stessa persona, ciò permette la nascita di un evento Nexus senza precedenti e la TVA riesce a rintracciarli e ad arrestarli.
Ulteriori varianti di Loki vengono introdotte nel Vuoto, una dimensione deserta alla fine del tempo in cui vengono inviati individui e oggetti che vengono falciati dalla TVA. Tali varianti sono l'anziano Loki Classico, il giovane Loki Bambino, Loki Vanaglorioso, Loki Presidente (il cui aspetto è identico a quello del Loki della Sacra Linea Temporale) e il Loki Alligatore. Nel finale di stagione Per tutti i tempi. Sempre, Loki e Sylvie rintracciano il creatore della TVA, un umano noto come Colui che Rimane, un misterioso individuo del 31º secolo che imparò a viaggiare nel multiverso per incontrarsi con altre sue varianti; queste ultime iniziarono però una violenta guerra multiversale, pertanto mise fine agli scontri con la creazione della TVA. Colui che Rimane offre a Loki e Sylvie la possibilità di prendere il suo posto come governatore della TVA, oppure di ucciderlo scatenando una nuova guerra tra le sue varianti; Sylvie lo assassina per vendicarsi della distruzione della sua realtà e questo porta altri universi a divergere dalla Sacra Linea Temporale, aprendo ufficialmente il multiverso. Loki cerca inutilmente di fermare Sylvie, ma viene accidentalmente inviato dalla donna in una TVA passata dove svetta una statua di Colui che Rimane. Nonostante non venga confermato apertamente nei film seguenti, gli eventi della prima stagione di Loki influenzano profondamente quanto accade in molti dei prodotti della Saga del Multiverso, soprattutto nei seguenti No Way Home e Doctor Strange nel Multiverso della Follia.
Secondo lo sceneggiatore Michael Waldron, le regole del viaggio nel tempo stabilite da Endgame sono elaborate nella serie, descrivendo il multiverso come un ammasso sovrapposto di linee temporali intrecciate che si verificano nello stesso momento. La Sacra Linea Temporale è raffigurata con una forma circolare se vista dalla Cittadella alla Fine dei Tempi, un concetto realizzato dagli artisti dello storyboard della serie e pensato dalla regista Kate Herron come una "immagine sorprendente". I primi concept per la serie includevano molte altre epoche storiche che alla fine non furono mostrate nella stagione. Feige affermò che gli eventi di Loki avrebbero lasciato un impatto significativo e duraturo sull'MCU, con Waldron che ha aggiunto che la serie avrebbe avuto "ramificazioni di ampia portata" in tutto il franchise.

### Prima stagione diWhat If...?(2021)
La prima stagione della serie animata What If...? esplora numerosi universi nei quali degli eventi dell'MCU sono andati diversamente da quanto prestabilito dalla Sacra Linea Temporale. La serie è narrata dall'Osservatore, un essere onnipotente che osserva gli eventi del multiverso senza interferire. Le realtà alternative presenti nella stagione includono una in cui Peggy Carter diventa il super soldato Captain Carter al posto di Steve Rogers, una in cui T'Challa diventa Star-Lord, una in cui gli Avengers vengono assassinati da Hank Pym durante gli eventi del fumetto Fury's Big Week (ambientato nel corso di L'incredibile Hulk, Iron Man 2 e Thor), uno in cui Stephen Strange viene corrotto dalla magia oscura, uno in cui Janet van Dyne / Wasp innesca un'apocalisse zombi, uno in cui Killmonger salva Stark prima di provocare una guerra tra Wakanda e gli Stati Uniti, uno in cui Thor cresce come figlio unico e uno in cui Ultron usa le Gemme dell'Infinito per sterminare tutta la vita nell'universo. Nonostante il suo giuramento di non intervenire negli eventi a cui assiste, l'Osservatore si trova costretto a rompere la sua promessa quando l'Ultron potenziato dalle Gemme dell'Infinito scopre l'esistenza del multiverso, e riesce a scappare dalla sua realtà per mandare avanti la sua campagna di morte e distruzione anche negli altri universi. L'Osservatore recluta per tale scopo i Guardiani del Multiverso, riuscendo a sconfiggere Ultron. La sceneggiatrice A.C. Bradley era incerta su come Loki e Nel Multiverso della Follia avrebbero rappresentato il multiverso, dato che la produzione di What if...? era iniziata molto prima rispetto agli altri due progetti; per questo, decise di lasciare la maggior parte della "costruzione delle regole multiversali" dell'MCU alle troupe di Loki e Nel Multiverso della Follia.

### Spider-Man: No Way Home(2021)
In Spider-Man: No Way Home collega l'MCU agli altri film sull'Uomo Ragno della Sony Pictures: diversi personaggi di realtà alternative vengono trasportati accidentalmente sulla principale linea temporale a causa delle Rune di Kof-Kol, un incantesimo finito male eseguito dal Dottor Strange per cancellare al mondo l'identità segreta di Peter Parker che è stata rivelata per colpa di Mysterio. Tobey Maguire, Willem Dafoe, Alfred Molina e Thomas Haden Church riprendono rispettivamente i loro ruoli di Peter Parker / Spider-Man, Norman Osborn / Goblin, Otto Octavius / Dottor Octopus e Flint Marko / Uomo Sabbia dalla trilogia di Sam Raimi; Andrew Garfield, Jamie Foxx e Rhys Ifans riprendono rispettivamente i loro ruoli di Peter Parker / Spider-Man, Max Dillon / Electro, e Curt Connors / Lizard dai film di Marc Webb; mentre Tom Hardy riprende il ruolo di Eddie Brock / Venom dal Sony's Spider-Man Universe (SSU). Molti degli attori sono arrivati sui set indossando mantelli per evitare fughe di notizie sul loro coinvolgimento nel film.
Nel film Peter, dopo aver scoperto che il destino degli alcuni supercriminali nei loro universi è quello di morire combattendo Spider-Man, si rifiuta di riportarli ai loro mondi a morire, quindi intrappola Strange nella Dimensione Specchio per avere modo di curare i criminali dalle loro condizioni con l'aiuto di zia May. Riescono a guarire Octavius dandogli il controllo dell'esoscheletro che aveva preso controllo del suo cervello, ma l'alter-ego malvagio di Norman, il Goblin, convince il resto dei supercriminali a ribellarsi per non rinunciare ai loro poteri; nello scontro che ne segue, May viene uccisa dal Goblin e i criminali si danno alla fuga. Peter viene confortato dalle sue due controparti provenienti da altri universi, soprannominate "Peter-Due" (Maguire) e "Peter-Tre" (Garfield), i quali gli confidano le loro esperienze analoghe alla sua e lo aiutano a realizzare delle cure per i supercriminali. Durante uno scontro finale sulla Statua della Libertà, l'incantesimo di Strange va fuori controllo e inizia a lacerare il tessuto della realtà, costringendo Strange a cancellare dal mondo i ricordi dell'esistenza di Peter Parker, per poi rimandare i personaggi multiversali nei loro rispettivi universi natali.
Gli sceneggiatori Chris McKenna ed Erik Sommers iniziarono a esplorare l'idea del multiverso e potenzialmente di rivisitare i personaggi dei precedenti film di Spider-Man nelle prime fasi del processo di scrittura, pianificando inizialmente di usare questo elemento in "piccolo" per stuzzicare i fan. Le bozze originali della sceneggiatura contenevano praticamente tutti i personaggi principali dei precedenti film di Spider-Man (inclusi gli interessi amorosi dei due Parker precedenti, Mary Jane Watson e Gwen Stacy), ma successivamente sono stati ridotti per evitare un eccessivo fanservice. Quasi tutti i criminali multiversali hanno avuto un cambio di design per adattarsi meglio alla pellicola: Osborn e Dillon hanno avuto un look più simile alle loro controparti fumettistiche, mentre Molina e Dafoe sono stati ringiovaniti digitalmente.

### Doctor Strange nel Multiverso della Follia(2022)
La trama del film Doctor Strange nel Multiverso della Follia ruota interamente attorno al multiverso. Il film introduce il personaggio di America Chavez, un'unica ragazza adolescente nel multiverso, in grado di viaggiare per le realtà attraverso portali a forma di stella; non è in grado di controllare il suo potere, che si attiva ogni volta che ha paura, portandola a separarsi dalle sue madri quando era piccola. All'inizio della storia, America viene braccata da alcuni demoni multiversali e si fa aiutare da Defender Strange, una versione alternativa di Strange proveniente dalla Terra-617 (il cui suo aspetto è modellato sulla sua controparte fumettistica rappresentata nei Difensori da Matt Fraction), prima di essere teletrasportata nel MCU con il cadavere di Defender Strange, ucciso da un demone. Chavez viene aiutata dallo Strange e dal Wong dell'MCU, i quali scoprono che è Wanda Maximoff ad aver inviato i mostri contro la ragazza per impossessarsi dei suoi poteri, anche a costo di ucciderla. Sfuggendo alla donna, America e Strange si muovono accidentalmente per il multiverso, attraversando fugacemente diversi mondi in una sequenza di 40 secondi realizzata da Framestore, che ha avviato lo sviluppo quasi un anno e mezzo prima dell'uscita del film. La compagnia ha definito la scena "America Portal Ride" e il capo animatore Alexis Wajsbrot ha cercato di "replicare la follia" del Magical Mystery Tour di Doctor Strange. Gli universi mostrati sono una ventina e includono: un mondo abitato da statue che ricordano il Tribunale Vivente dei fumetti Marvel, un mondo animato in stile fumettistico, una New York alternativa distrutta dopo la battaglia del 2012, un mondo composto dai droni di combattimento delle Stark Industries visti in Far From Home, la Terra Selvaggia abitata dai dinosauri dei fumetti Marvel e una New York in bianco e nero bloccata negli Anni Trenta dopo essere stata rilevata dall'Hydra.
America e Strange capitano sulla Terra-838, dove vengono catturati dagli Illuminati, una società segreta di superumani che proteggono il mondo al posto degli Avengers in quella realtà; i suoi membri sono Charles Xavier / Professor X (Patrick Stewart), il barone Karl Mordo (Chiwetel Ejiofor), Peggy Carter / Captain Carter (Hayley Atwell), Reed Richards / Mister Fantastic (John Krasinski), Maria Rambeau / Captain Marvel (Lashana Lynch) e Blackagar Boltagon / Black Bolt (Anson Mount). Ejiofor, Atwell, Lynch e Mount riprendono i loro ruoli dai precedenti prodotti dell'MCU, mentre Stewart indossa nuovamente i panni del suo personaggio dalla serie cinematografica degli X-Men della 20th Century Fox; nonostante ciò, interpretano tutti versioni alternative dei loro personaggi. Mount indossa un costume più fedele alla controparte fumettistica di Freccia Nera rispetto a quello usato nella serie televisiva ABC Inhumans; Lynch è rimasta sorpresa nello scoprire che avrebbe interpretato una variante multiversale di Rambeau, ritenendo inizialmente che avrebbe interpretato una sua antenata. Feige ha scelto Krasinski come Richards, in quanto l'attore era una proposta molto popolare da parte dei fan per tale ruolo; Krasinski come Richards sostituisce nel film l'apparizione cameo originariamente pianificata di Daniel Craig nei panni dell'eroe asgardiano Balder il valoroso. Stewart usa una sedia a rotelle elettrica gialla simile a quella del personaggio di Xavier nella serie animata Insuperabili X-Men e cita una sua battuta dal film X-Men - Giorni di un futuro passato. Il suo coinvolgimento nel film è stato confermato per la prima volta con il rilascio del trailer ufficiale, sebbene non fosse stato specificato se avrebbe interpretato proprio Xavier. Michael Waldron, sceneggiatore della pellicola, avrebbe voluto includere Namor tra gli Illuminati (come la controparte fumettistica del gruppo), ma non ha potuto in quanto i Marvel Studios avevano già pianificato di farlo apparire nella linea temporale principale dell'MCU nel film Black Panther: Wakanda Forever. Si è pensato di includere nella squadra anche Obadiah Stane / Iron Monger, l'antagonista principale del primo Iron Man.
Nel film appare anche una versione di Strange che è stata corrotta da Darkhold, ottenendo un terzo occhio. La realtà principale dell'MCU è designata Terra-616 da una versione alternativa di Christine Palmer della Terra-838, una scienziata che lavora per la Baxter Foundation. Secondo l'attrice Rachel McAdams, il ruolo di Palmer come "esperta multiversale" le ha permesso di avere più sequenze d'azione rispetto al primo film, e le sue interazioni con lo Strange della Terra-616 hanno contribuito a risolvere la storia d'amore tra lui e la Palmer del suo mondo. Le prime versioni del film contenevano un'altra versione alternativa di Palmer, così come le versioni della Terra-838 di Nicodemus West e Hope van Dyne / Wasp, le quali sono state tagliate. Tom Hiddleston sarebbe inizialmente dovuto apparire nei panni di Loki, ma è stato rimosso nella stesura finale del film. La pellicola introduce diversi concetti relativi al multiverso nel MCU: viene rivelato che i sogni sono delle visioni delle proprie controparti alternative nel multiverso. Successivamente, Maximoff e Strange utilizzano l'incantesimo proibito del dreamwalking, che permette di possedere una propria controparte multiversale, sfruttando il Darkhold. Le "incursioni" sono state stabilite come eventi che causano la fine di universi, i quali si verificano quando si lascia un'impronta in una realtà alternativa, causando la destabilizzazione della connessione tra due universo con la conseguente distruzione di uno o di entrambi.
L'attenzione del film sul multiverso è stata rivelata al San Diego Comic-Con del 2019, con l'annuncio del titolo e della data di uscita del film. Spiegando il sottotitolo Nel Multiverso della Follia, il co-produttore Richie Palmer ha affermato che il film avrebbe esplorato le definizioni della parola "follia" così come i demoni interiori, mentre Feige ha dichiarato la sua intenzione di esplorare lo "strabiliante lato spaventoso" del multiverso. Il cast ha avuto difficoltà a tenere traccia delle diverse realtà del multiverso. Waldron ha anche cercato di evitare un eccessivo fanservice, e ha dovuto "muoversi velocemente" nel trattare il multiverso, dal momento che Nel Multiverso della Follia sarebbe stato un film e non una serie televisiva. Sentendo che il suo lavoro sulla serie Rick and Morty lo aveva preparato all'introduzione di concetti come il multiverso, ha aggiunto che la rappresentazione del multiverso in Il Multiverso della Follia differiva da Rick and Morty, in quanto le realtà alternative non sono state interpretate esclusivamente in chiave comica, ma anche come fulcro emotivo. Waldron ha scelto di rendere Wanda Maximoff / Scarlet Witch l'antagonista del film piuttosto che usare un cattivo legato al multiverso come Kang, in quanto non voleva che la storia risultasse "imbottita", decidendo di introdurre gli Illuminati come esempio di "follia nel multiverso". Dal momento che in origine il film doveva essere distribuito prima di No Way Home, Waldron ha lavorato con McKenna e Sommers per adattare la trama di conseguenza. Infatti, inizialmente America sarebbe dovuta comparire in No Way Home e sarebbe stata lei a condurre gli Spider-Man alternativi nell'universo principale. Feige ha descritto il multiverso come "il prossimo grande passo evolutivo dell'MCU", osservando che Nel Multiverso della Follia avrebbe avuto ripercussioni significative sui prodotti successivi.

### Ant-Man and the Wasp: Quantumania(2023)
Kang appare in Ant-Man and the Wasp: Quantumania, come principale antagonista. Nel film, si scopre che ha istigato la guerra multiversale menzionata in Loki, soggiogando e distruggendo intere linee temporali. Le varianti di Kang, conosciute collettivamente come il "Consiglio di Kang", lo bandiscono nel regno quantico per paura, e Kang da lì trama la sua vendetta. Nel regno quantico, Kang chiede l'aiuto di Janet van Dyne per ricostruire il nucleo energetico della sua astronave, che gli permette di viaggiare nel multiverso; inizialmente lei lo assiste ma, dopo aver scoperto il suo passato e le sue intenzioni, per impedirgli di fuggire Janet usa le particelle Pym per ingrandire il nucleo, rendendolo inutilizzabile. Nell'arco di decenni, Kang stabilisce un "impero" nel regno quantico, terrorizzando e sottomettendo i suoi abitanti. Quando gli eroi Scott Lang e Hope van Dyne giungono nel regno con i loro parenti Cassie, Hank e Janet, Kang cattura i Lang per costringere Scott a riportare il nucleo alla sua dimensione originale; nella battaglia che ne segue, Scott e Hope sconfiggono Kang distruggendo il nucleo e spingendolo al suo interno, facendolo sparire.
La scena durante i titoli di coda introduce tre varianti di Kang: Immortus, Rama-Tut e Scarlet Centurion, che convocano il Consiglio dopo aver appreso dell'apparente morte di Kang, e pianificano la loro rivolta multiversale contro la Terra-616, in quanto preoccupati del fatto che sempre più eroi stanno interferendo con il multiverso. Nella scena post-crediti del film, Loki e Mobius spiano un'altra variante di Kang, Victor Timely, nel 1900; quest'ultima scena si ricollega direttamente alla seconda stagione di Loki. Originariamente sarebbero dovuti apparire nel film due figli di Hope provenienti da una realtà alternativa, ma sono stati tagliati in quanto avrebbero causato troppa confusione. Secondo Jonathan Majors, che interpreta Kang, il suo personaggio è un "essere Nexus" che può influenzare la stabilità del multiverso. Lo sceneggiatore Jeff Loveness ha affermato che, poiché il concetto di viaggio nel tempo era già stato esplorato in Endgame, ha cercato di porre maggiore enfasi sulle connessioni di Kang con il multiverso ed "evolvere" la narrazione multiversale dell'MCU. Ha anche descritto il regno quantico come un "limbo connesso al di fuori dello spazio e del tempo", paragonandolo al "seminterrato" del multiverso. Il regista Peyton Reed ha dichiarato che l'arrivo di Kang avrà importanti implicazioni per il MCU in futuro.

### Seconda stagione diLoki(2023)
Nella seconda stagione di Loki, ambientata subito dopo la prima, si scopre che il Telaio Temporale, un dispositivo che tramuta il tempo grezzo nei filamenti temporali, sta andando in sovraccarico a causa delle numerose linee creatosi con il multiverso, mettendo tutto a rischio. Loki e i suoi amici della TVA reclutano per aiutarli a stabilizzare il Telaio Victor Timely, una variante di Kang. Nel frattempo, Loki impara a viaggiare nel tempo sfruttando i "salti temporali" di cui è affetto; quando il Telaio esplode, Loki passa secoli a ripetere un loop temporale nel tentativo di impedire l'accaduto, senza successo. Quindi viaggia ulteriormente indietro nel tempo, alla Cittadella alla Fine dei Tempi, per cercare di fermare Sylvie dall'ucciderlo. Ha così modo di parlare con Colui che Rimane, che rivela di aver architettato tutto in previsione del suo assassinio e gli spiega che il Telaio è in realtà un sistema di sicurezza, la cui esplosione ristabilirebbe la Sacra Linea Temporale falciando quelle di troppo, distruggendo quindi le ramificazioni multiversali e la TVA. Spiega a Loki che ha solo due scelte: o lasciare che il Telaio esploda, ristabilendo lo status quo, oppure uccidere Sylvie per impedirle di eliminare Colui che rimane e aiutarlo a proteggere la Sacra Linea Temporale falciando le varianti temporali. Dopo aver riflettuto a lungo sul da farsi, Loki decide di sacrificarsi, usando i suoi poteri per distruggere il Telaio, far rivivere le linee temporali moribonde e riformandole in Yggdrasil, stabilendosi al centro dell'albero alla fine dei tempi per gestire il multiverso per sempre, in totale solitudine.

### Deadpool & Wolverine(2024)
In Deadpool & Wolverine viene integrato il personaggio di Wade Wilson / Deadpool nella continuità principale del MCU, dopo che Ryan Reynolds lo ha interpretato nei film Deadpool (2016) e Deadpool 2 (2018) appartenenti alla serie di film X-Men prodotti dalla Fox. La maggior parte degli eventi si svolgono su Terra-10005 e nel Vuoto, appaiono anche la TVA e Alioth di Loki.

### Apparizioni future
- What if...? è stata rinnovata per una terza e ultima stagione che esplorerà altri universi alternativi dell'MCU attraverso la narrazione dell'Osservatore..[194]
- La serie animata Your Friendly Neighborhood Spider-Man rappresenterà la storia delle origini di Peter Parker in una timeline alternativa, nella quale a fargli da mentore ci sarà Norman Osborn.[195] Appariranno nella storia nuove versioni di May Parker, il dottor Stephen Strange, Matt Murdock / Daredevil, Otto Octavius / Dottor Octopus e Mac Gargan / Scorpione.[196][197]
- L'universo popolato da zombie mostrato in una puntata della prima stagione di What if...? avrà una serie animata a esso dedicato, Marvel Zombies.[17][198]

## Universi rilevanti

### Terra-616
Terra-616, nota anche come Sacra Linea Temporale, è la principale realtà rappresentata nell'MCU. Sebbene nei fumetti fosse stata designata come Terra-199999 da Marvel Comics nel 2008, viene definita come Terra-616 in Multiverso della Follia, condividendo il nome con il mondo principale dei fumetti. Il dirigente dei Marvel Studios Nate Moore si è riferito per la prima volta all'universo principale dell'MCU come Terra-616 nel novembre 2021, e Feige ha iniziato a usare tale nome internamente prima dell'uscita di Multiverso della Follia. Prima della Saga del multiverso, riferimenti a un "universo 616" vengono fatti da Beck in Far from Home ed è visto scritto sulla lavagna di Erik Selvig in The Dark World.

### Furto del tempo

#### Furto del tempo del 2012
In Avengers: Endgame, gli Avengers visitano New York City in un 2012 alternativo durante la Battaglia di New York; Banner parla con l'Antico per ottenere la Gemma del Tempo, Rogers ottiene lo scettro di Loki contenente la Gemma della Mente e Stark e Lang tentano di rubare il Tesseract alla controparte del 2012 di Stark, ma a causa di un errore il Loki del 2012 ottiene il Tesseract e fugge, capitando nel Deserto del Gobi, venendo subito dopo catturato dalla TVA, la quale "ripristina" tale realtà, cancellandola.

#### Furto del tempo del 2014
In Avengers: Endgame, Romanoff, Barton, Rhodes e Nebula viaggiano in una Morag alternativa nel 2014, per ottenere le Gemme dell'Anima e del Potere; Romanoff si sacrifica per permettere a Barton di entrare in possesso della Gemma dell'Anima, mentre Rhodes e Nebula recuperano la Gemma del Potere, ma Nebula viene catturata dal Thanos di quell'anno, che successivamente riesce a teletrasportare sé stesso e il suo esercito nel presente. Una versione alternativa di Gamora del 2014 tradisce Thanos e rimane nel presente.

### Universi diWhat If...?

#### Apocalisse Zombie
In un universo alternativo, quando Hank Pym salva sua moglie Janet dal regno quantico, scopre che la donna è stata infettata da un virus quantico che l'ha trasformata in uno zombie. Anche lui viene infettato e, quando tornano nel mondo normale, scatenano un'apocalisse zombie, colpendo anche molti eroi come Stark, Wong, Barton, Happy Hogan, Sam Wilson / Falcon, Sharon Carter, Rogers e Maximoff. Tale realtà verrà ripresa nella serie Marvel Zombies, nella quale appariranno altri personaggi infetti, tra cui Emil Blonsky / Abominio, Ava Starr / Ghost, Carol Danvers / Captain Marvel, Okoye e Ikaris.

#### Vittoria di Ultron
Nell'episodio di What If...? E se... Ultron avesse vinto?, una realtà alternativa, Ultron trasferisce con successo la sua coscienza nel corpo in vibranio di Visione, acquisisce le Gemme dell'Infinito da Thanos e distrugge ogni forma di vita nell'universo, per poi scoprire l'esistenza del multiverso e uscire dalla sua realtà per portare avanti la sua campagna di morte anche negli altri universi, finché non viene fermato dall'Osservatore e dai Guardiani del Multiverso. L'unica superstite di tale mondo è Natasha Romanoff, che l'Osservatore invia successivamente in un'altra realtà in cui Romanoff è morta come ringraziamento per aver contribuito a fermare Ultron. Gli animatori hanno utilizzato un effetto artistico chiamato Kirby Krackle per dimostrare il potere multiversale di Ultron e dell'Osservatore, che Bradley era irremovibile nell'includere, in quanto non era mai stato usato prima nel MCU.

### Universi alternativi di Spider-Man

#### Realtà di Peter-Due
L'universo di origine dei film di Sam Raimi da cui provengono lo Spider-Man soprannominato "Peter-Due" e i suoi tre avversari (il Goblin, il Dottor Octopus e l'Uomo Sabbia). In questo universo, Peter è stato ispirato a diventare un eroe dopo la morte di suo zio Ben ed è in grado di sparare ragnatele direttamente dai polsi, senza l'aiuto di alcuno strumento. Ha una relazione con Mary Jane Watson, che sono riusciti a far funzionare nonostante alcune difficoltà.

#### Realtà di Peter-Tre
L'universo di origine dei film di Marc Webb da cui provengono lo Spider-Man soprannominato "Peter-Tre" e i suoi due avversari (Electro e Lizard). Anche in esso Peter è stato ispirato a diventare un eroe dalla morte di suo zio Ben. Dopo aver perso tragicamente la sua ragazza Gwen Stacy in un combattimento, Parker è diventato un vigilante violento, rabbioso e inasprito. Durante le vicissitudini nel MCU, trova pace dall'accaduto salvando Michelle "MJ" Jones-Watson da un avvenimento simile.

### Terra-838
Un universo alternativo patria degli Illuminati, una società di supereroi che proteggono la Terra, formatasi in sostituzione degli Avengers in seguito al successo del programma di Ultron; la squadra è assistita infatti da una serie di droidi dalle fattezze di Ultron. In tale mondo, Maximoff vive una tranquilla vita suburbana con i suoi figli, Billy e Tommy, mentre Palmer ha iniziato a lavorare per gli Illuminati come scienziata dopo la morte dello Strange di quell'universo, con cui ha avuto una relazione. Strange è stato giustiziato da Black Bolt su Titano, avendo sfruttato il Darkhold per uccidere Thanos, anche se ciò ha causato un'incursione devastante; il suo ruolo negli Illuminati è stato preso da Mordo. Quando Strange e America capitano nell'universo, vengono presi in custodia dagli Illuminati che li ritengono una minaccia; la Wanda dell'MCU usa il dreamwalking per possedere la sua controparte e attacca gli eroi per giungere ad America, uccidendoli senza fatica. In seguito tenta anche di eliminare la sua variante per poter stare con Billy e Tommy, ma si dissuade.

### Universi degli X-Men
Terra-10005
The Marvels introduce nella scena dopo i titoli di coda un universo in cui gli X-Men sembrano avere un ruolo di primo piano. La villain Dar-Benn apre un portale verso una realtà adiacente alla Terra-616, dove Monica Rambeau rimane intrappolata alla fine del film. Si risveglia all'interno della X-Mansion, e viene accolta da due dei suoi abitanti: una versione alternativa di sua madre Maria Rambeau, nota con il nome in codice di Binary, e uno degli X-Men, il mutante Hank McCoy / Bestia, che menziona anche il Professor Xavier. McCoy è interpretato da Kelsey Grammer, che riprende il suo ruolo nei film degli X-Men della 20th Century Fox X-Men: Conflitto finale (2006) e X-Men: Giorni di un futuro passato (2014).Questo universo è dove si svolgono gli eventi della serie di film X-Men della 20th Century Fox. Il film conferma anche che gli eventi di Logan: The Wolverine (2017) si svolgono in questo universo, in cui James "Logan" Howlett / Wolverine muore alla fine del film. L'universo si sta disintegrando a causa della morte di Logan, l'ancora universale dell'universo. La Time Variance Authority (TVA) preleva Deadpool dalla sua realtà e gli mostra la storia del MCU, mostrata tramite registrazioni di archivio dei passati film MCU precedenti. Inoltre, Laura / X-23, interpretata da Dafne Keen, che riprende il suo ruolo da Logan, viene rivelata sia nel film Deadpool & Wolverine che dalla stessa Keen essere la stessa versione, cresciuta di diversi anni dopo gli eventi di Logan, prima di essere esiliata dalla TVA nel Vuoto e diventare parte del gruppo dei Resistenti.

### Terra-828
Terra-828 viene introdotta in I Fantastici Quattro - Gli inizi come la realtà domestica dei Fantastici Quattro. La Terra in questione è un'ambientazione retrofuturistica ispirata agli anni '60. La tecnologia è molto diversa e i Fantastici Quattro sono gli unici supereroi conosciuti in questo universo.
La designazione 828 deriva dal compleanno di Jack Kirby, co-creatore del gruppo insieme a Stan Lee, il 28 agosto.

## Accoglienza

### Critica
L'accoglienza al multiverso è stata mista, ricevendo elogi per la rappresentazione e per il suo fascino nostalgico, ma critiche per l'eccessivo fanservice inserito nei film. L'incorporazione di personaggi di film Marvel non appartenenti al MCU ha generato numerose discussioni e speculazioni tra gli spettatori e i critici.
La sequenza del Magical Mystery Tour in Doctor Strange è stata elogiata dalla critica, con Umberto Gonzales di TheWrap che l'ha definita un "brivido da trip psichedelico" e Britt Hayes di ScreenCrush l'ha descritto come "roba sbalorditiva ed elaborata". Riguardo alla trama incentrata sul viaggio nel tempo di Endgame, Peter Travers di Rolling Stone l'ha trovata cliché ma distintiva, mentre Peter Debruge di Variety è stato più critico, ritenendolo "il più disperato degli espedienti narrativi". Justin Chang del Los Angeles Times sentiva che l'uso del viaggio nel tempo sacrificava la coerenza per il fanservice e il fattore nostalgia. In seguito alle notizie secondo cui No Way Home avrebbe coinvolto il multiverso, Adam B. Vary di Variety ha osservato che il multiverso avrebbe potuto consentire a Tom Holland, interprete di Parker nel MCU, di apparire nel SSU. Graeme McMillian di The Hollywood Reporter ha ipotizzato che i Fantastici Quattro e gli X-Men sarebbero potuti entrare nel MCU attraverso il multiverso, mentre Hoai-Tran Bui di /Film si è chiesto se l'aggiunta di personaggi multiversali avrebbe messo in ombra la performance di Holland in No Way Home. Dopo l'uscita del film, Benjamin Lee di The Guardian si è complimentato con il regista Watts per aver riportato in vita numerosi cattivi di Spider-Man, mentre John DeFore di The Hollywood Reporter ha ritenuto che il punto della trama multiversale riguardasse la "Iron Man-ificazione del personaggio" nei precedenti film di Spider-Man dell'MCU. Lee e DeFore hanno anche notato il livello di fanservice presente nel film, a cui hanno fatto eco Bilge Ebiri di Vulture e Don Kaye di Den of Geek.
La rappresentazione del multiverso in Nel Multiverso della Follia ha raccolto una risposta mista da parte della critica. Justin Chang del Los Angeles Times ha affermato che l'approccio del film al multiverso consentisse ai realizzatori di porre intriganti domande filosofiche, in contrasto con la rappresentazione del multiverso nel film Everything Everywhere All at Once, uscito nello stesso anno. Il revisore di TheWrap Duralde ha ritenuto che Nel Multiverso della Follia non fosse riuscito a raggiungere il livello di "arguzia, nervi e personalità" di Everything Everywhere All at Once, ma ha elogiato la scena dell' "America Portal Ride" come "memorabilmente stravagante". Peter Bradshaw del Guardian si è detto intrattenuto dalla scena dell'"America Portal Ride", ma ha ritenuto che il concetto di multiverso riducesse la posta in gioco della storia complessiva. DeFore ha criticato il multiverso dell'MCU definendolo un "dispositivo di trama che invecchia rapidamente" e una "stampella che sostiene il franchise". David Ehrlich di IndieWire ha espresso frustrazione per il fatto che il film si concentri solo su due universi paralleli nonostante il titolo, mettendo ulteriormente in ridicolo le caratteristiche insolite di Terra-838. Ross Bonaime di Collider, David Sims di The Atlantic e Princess Weekes di Mary Sue hanno tutti criticato l'uso eccessivo del fanservice nel film. Scrivendo per RogerEbert.com, Brian Tallerico ha elogiato la sequenza di "America Portal Ride", ma è rimasto deluso dal fatto che il film non sia riuscito a sfruttare appieno il potenziale del multiverso. Owen Gleiberman di Variety ha messo in dubbio la logica del multiverso del MCU.
L'introduzione del concetto di incursioni in Nel Multiverso della Follia ha portato diversi critici a credere che i Marvel Studios stessero preparando un adattamento di Secret Wars, in cui le incursioni giocano un ruolo chiave. Valutando la direzione dell'MCU, Vary ha notato la prevalenza del multiverso e l'introduzione di Kang come potenziale "grande cattivo". Feige in seguito ha rivelato che i recenti progetti MCU contenevano indizi su dove si stava dirigendo il franchise, innescando ulteriori speculazioni.

### Teorie e speculazioni
Evan Peters appare nel finale dell'episodio In questo episodio molto speciale... di WandaVision come "Pietro Maximoff", dopo aver precedentemente interpretato Peter Maximoff nei film della Fox degli X-Men. Il personaggio è stato interpretato da Aaron Taylor-Johnson in Avengers: Age of Ultron, dove è stato ucciso; nella fittizia sitcom creata da Wanda, Pietro fa apparentemente ritorno con un aspetto completamente nuovo, ovvero quello di Peters. Questa apparizione è stata ampiamente discussa dal pubblico, che l'hanno definita un'entusiasmante sorpresa; molti critici credevano che questo ponesse le basi per l'esplorazione del multiverso nei futuri prodotti della Fase Quattro. Nel finale della serie, Finale della serie, il personaggio di Peters si rivela essere in realtà Ralph Bohner, un residente di Westview controllato mentalmente da Agatha Harkness per impersonare Pietro. Questa svolta è stata accolta con una risposta mista da parte della critica: Matt Purslow di IGN è rimasto deluso dal fatto che la speculazione degli spettatori non abbia dato i suoi frutti, definendolo uno "scherzo ingiusto da parte della Marvel", mentre il suo collega Carlos Morales ha criticato il casting come inutile e insensato. D'altra parte, Stephen Robinson di The AV Club ha ritenuto che questa fosse una rivelazione "elegantemente semplice e autonoma". Chancello Agard di Weekly e Daniel Gillespie di Screen Rant si sono detti d'accordo con il colpo di scena, con Agard sollevato dal fatto che il personaggio di Peters non fosse la stessa versione dei film degli X-Men e Gillespie che ha elogiato il casting come un modo per generare discussioni. Vary di Variety ha pensato che questo fosse uno "scherzo davvero interessante", ma ha notato come gli apparenti "imbrogli del multiverso" avessero fatto dilagare le speculazioni dei fan. Molti spettatori hanno espresso la loro frustrazione online per il gioco di parole volgare sul vero nome di "Pietro".
Le apparizioni di Maguire e Garfield in No Way Home sono state tenute segrete fino all'uscita del film e gli stessi attori hanno negato la loro presenza durante le interviste, mentre il regista Jon Watts ha rifiutato di confermare il ritorno nel film di Octavius, Dillon, Osborn, Marko e Connors. Feige ha messo in guardia i fan sulle teorie, avvertendo che sarebbero potuti rimanere delusi se si fossero rivelate false. Di conseguenza, le voci sul ritorno dei suddetti personaggi hanno generato intense speculazioni e interesse online. Nel Multiverso della Follia ha avuto un livello di speculazione simile a No Way Home prima della sua uscita, con molti spettatori che hanno ipotizzato che i personaggi dei precedenti film Marvel non appartenenti all'MCU sarebbero apparsi nella pellicola. Waldron ha espresso interesse per la voce secondo cui Tom Cruise avrebbe interpretato una versione alternativa di Iron Man, ma ha affermato che Cruise non è mai stato contattato a causa dei suoi impegni nelle riprese di Mission: Impossible - Dead Reckoning - Parte uno e Parte due. Ryan Reynolds, che interpreta Wade Wilson / Deadpool nei film degli X-Men della Fox, ha respinto le affermazioni secondo cui sarebbe apparso nel film, ma Waldron ha rivelato che si sono svolte discussioni sull'opportunità di includere un suo cameo. Roger Cheng di CNET è rimasto deluso dai cameo degli Illuminati in Nel Multiverso della Follia a causa del loro tempo limitato sullo schermo, affermando che non sono riusciti a suscitare la stessa sensazione di eccitazione di No Way Home. Allo stesso modo, Kirsten Acuna di Insider ha liquidato le apparizioni come "fanservice ingannevole" e un'opportunità persa. Belen Edwards di Mashable ha sostenuto il contrario, ritenendo che le rapide e brutali sequenze di morte degli Illuminati fossero un "bel cambio di passo" rispetto al livello di fanservice di No Way Home.

### Commenti dei registi
Waldron ha avvertito del pericolo di utilizzare il multiverso come espediente della trama nel MCU, ritenendo che la posta in gioco della storia potrebbe essere ridotta "se non la rendi personale". Joe Russo, che ha co-diretto Endgame con suo fratello Anthony, ha osservato che una sovrabbondanza di film incentrati sul multiverso potrebbe portare a risultati negativi, invitando gli sceneggiatori ad "andare contro" le agende aziendali degli studi cinematografici. Tim Miller, regista di Terminator - Destino Oscuro ha ritenuto che la rappresentazione del viaggio nel tempo di Endgame fosse inferiore a quella del franchise di Terminator perché ha abbassato la posta in gioco della storia.

## Altre apparizioni

### Sony's Spider-Man Universe
La scena dopo i titoli di coda del film Sony's Spider-Man Universe (SSU) Venom - La furia di Carnage vede Eddie Brock e Venom essere trasportati nel MCU attraverso il multiverso come risultato del primo incantesimo di Strange in Spider-Man: No Way Home. Feige ha affermato che tale scena è stata il prodotto di una significativa collaborazione tra i Marvel Studios e la Sony Pictures, ed è stata diretta dal regista di No Way Home Jon Watts durante la produzione di quel film. Dopo l'uscita di La furia di Carnage, molti spettatori si aspettavano che Tom Hardy riprendesse i suoi ruoli in No Way Home, con il personaggio che alla fine appare nella scena dei titoli di coda del film. Il pubblico ha reagito positivamente alla scena dei titoli di coda di La furia di Carnage, anche se William Hughes di The AV Club e Vinnie Mancuso di Collider hanno entrambi notato come questa oscurasse il resto del film.
In modo simile, le due scene dei titoli di coda del film della SSU Morbius vedono Adrian Toomes / Avvoltoio dell'MCU, interpretato da Michael Keaton e visto l'ultima volta nel film Spider-Man: Homecoming, viene trasportato nel SSU come risultato del secondo incantesimo di Strange in No Way Home. Procede ad allearsi con il personaggio titolare, Michael Morbius, con l'intenzione di formare una squadra per sconfiggere Spider-Man. Il regista Daniel Espinosa ha dichiarato che è sempre stata intenzione di Sony avere un cameo di Keaton nei panni di Toomes, citando il film d'animazione Spider-Man - Un nuovo universo come ispirazione principale per le scene. Entrambe le scene hanno ricevuto una risposta estremamente negativa dalla critica, che le ha trovate confuse e insoddisfacenti. Scrivendo per The Mary Sue, Julia Glassman ha ritenuto che le scene "[risultassero] piatte" a differenza della scena dei titoli di coda di La furia di Carnage, mentre Kate Erbland di IndieWire era perplessa dall'improvvisa apparizione di Keaton alla conclusione del film. Time Out ha affermato che le scene erano un debole tentativo da parte della Sony di "corteggiare il pubblico facendogli penzolare davanti al naso una potenziale connessione" con l'MCU, mentre Brady Langmann di Esquire e Kaye di Den of Geek hanno criticato la scarsa scrittura e la mancanza di logica delle scene. Eliana Dockterman di Time ha descritto la scena come l'adempimento del "mandato aziendale" di Sony di collegare l'SSU all'MCU, sottolineando come contraddicesse molti elementi della trama di Homecoming e No Way Home.

### Spider-Verse animato
In Spider-Man: Across the Spider-Verse (2023), il seguito di Spider-Man: Un nuovo universo, Miguel O'Hara / Spider-Man 2099 allude agli eventi di No Way Home e si riferisce all'MCU come "Terra-199999" (contrariamente a quanto mostrato nel MCU, in cui l'universo principale è identificato come "Terra-616"). Il co-regista Kemp Powers, in seguito, dichiarò che il riferimento a No Way Home doveva essere una meta gag che gli sceneggiatori Phil Lord e Christopher Miller hanno inventato per aggiungere umorismo al loro film, confermando che non ha collegamenti effettivi con l'MCU. Donald Glover fa un cameo live-action nel film nei panni di Aaron Davis / Prowler, dopo aver precedentemente interpretato una versione del personaggio in Homecoming.

### Parchi Disney
Diverse attrazioni a tema Marvel nelle località dei parchi Disney sono ispirate all'MCU, ma ambientate in un universo alternativo parallelo alla Terra-616 all'interno del multiverso. Queste attrazioni includono l'Avengers Campus a Disney California Adventure e Walt Disney Studios Park, Stark Expo Hong Kong a Hong Kong Disneyland, Guardians of the Galaxy: Cosmic Rewind a EPCOT, e Avengers: Quantum Encounter sulla nave da crociera Disney Wish. In questo universo, il Blip e le sue conseguenze successive non si sono verificate, così come la morte di Stark, e gli Avengers hanno stabilito campus in tutto il mondo per reclutare nuovi eroi. Al D23 Expo nel settembre 2022, è stato annunciato che era in fase di sviluppo una nuova attrazione incentrata sul multiverso presso Disney California Adventure, con numerosi eroi MCU provenienti da più universi in missione per sconfiggere "Re Thanos".